# Renato Tori
Renato Tori (Viareggio, 3 novembre 1914 – Viareggio, 24 maggio 1983) è stato un calciatore e allenatore di calcio italiano, di ruolo mediano.

## Carriera

### Giocatore
Giocò in Serie A con le maglie di Fiorentina, Livorno e Salernitana.

### Allenatore
Allenò l'Empoli in due campionati non consecutivi.

## Palmarès

### Competizioni nazionali
- Campionato Alta Italia: 1

VV.FF. Spezia: 1944
- Campionato italiano di Serie B: 1

Salernitana:  1946-1947